# Stinzenkorst
Stinzenkorst (Anisomeridium biforme) is een korstmossoort uit de familie Monoblastiaceae. Hij groeit op laanbomen meestal vrijstaande en goed belichte met een neutrale schors.

## Determinatie
Uiterlijke kenkenmerken
Stinzenkorst is een korstvormig korstmos. Het thallus is dun en de kleur is bleek tot grijs. Peritheciën zijn altijd aanwezig en deze zijn bolvormig met een diameter van 0,3–0,4 mm. Ze zijn iets ingezonken en laten een gaatje achter indien ze er uit vallen. Er zijn twee typen pycnidiën, namelijk met een diameter van 100–200 µm en met een diameter van 40–100 µm. Hij heeft geen kenmerkende kleurreacties.
Microscopische kenmerken
De asci zijn 8-sporig. De ascosporen zijn dubbelcellig en meten 13–15 × 5–6 µm. De pycnosporen meten 1–2 µm en komen naar buiten in een gelatineuze substantie.

## Verspreiding
In Nederland is stinzenkorst een vrij zeldzame soort. Hij staat niet op de rode lijst en is niet bedreigd.

## Fotogalerij

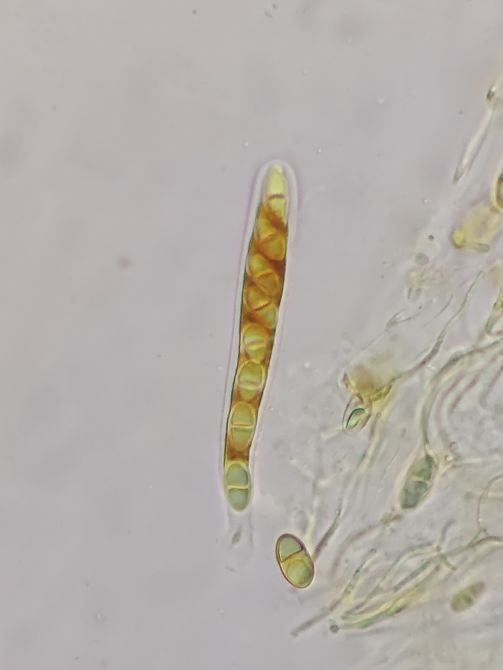
Ascus met acht dubbelcellige sporen
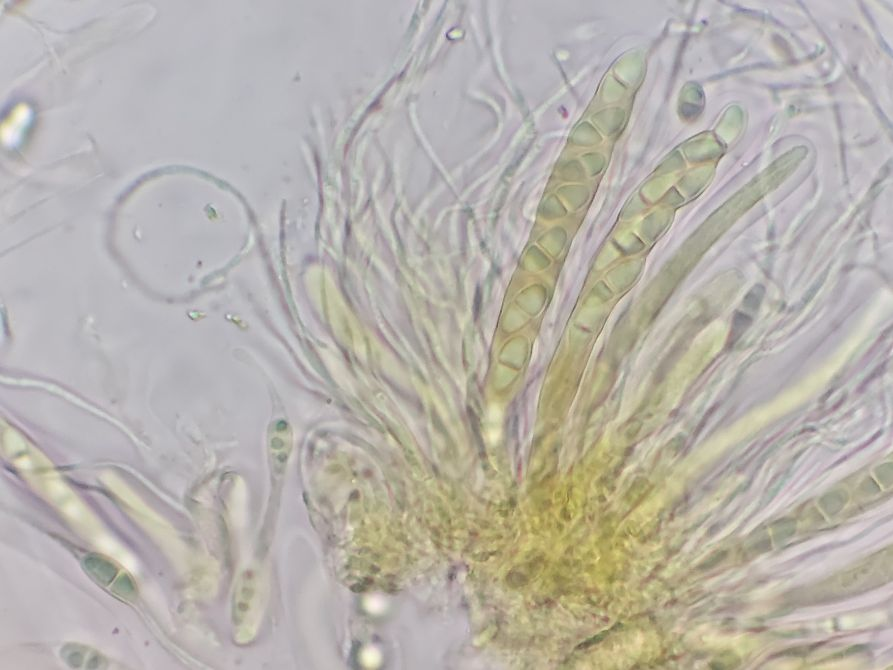
Ascus met acht dubbelcellige sporen